# Micropsephodes serraticornis
Micropsephodes serraticornis là một loài bọ cánh cứng trong họ Endomychidae. Loài này được Champion mô tả khoa học năm 1913.